# Уилбур, Крейн
Крейн Уилбур (англ. Crane Wilbur), имя при рождении Эрвин Крейн Уилбер (англ. Erwin Crane Wilber); 17 ноября 1886 — 18 октября 1973) — американский сценарист, актёр и режиссёр театра, радио и кино 1910—1960-х годов.
Широкую известность Уилбуру как актёру принесло исполнение главной мужской роли в популярном немом киносериале «Опасные похождения Полины» (1914). Среди фильмов, поставленных по сценариям Уилбура, наиболее высоко оцениваются «Процесс над Вивьен Уэйр» (1932), «Роджер Туи, гангстер» (1944), «Он бродил по ночам» (1948), «Чудо богоматери в Фатиме» (1952), «Дом восковых фигур» (1953), «Волна преступности» (1954), «История в Феникс-Сити» (1955), «Обезьяна на моей спине» (1957). Среди режиссёрских работ Уилбура наиболее признаны «Кэньон-Сити» (1948), «История Молли Х» (1949), «За стеной» (1950), «В стенах тюрьмы Фолсом» (1951), «Летучая мышь» (1959) и «Дом женщин» (1962). Более всего Уилбур как сценарист и режиссёр известен своими работами в криминальном жанре, при этом он часто опирался на документальный материал и особенно много работал в жанре тюремной драмы.

## Ранние годы жизни и начало карьеры
Крейн Уилбур родился 17 ноября 1886 года в Атенсе, Нью-Йорк, США. Его отец Генри Уилбур строил и ремонтировал яхты богатых семейств, а мать Кэрри Крейн была актрисой. Он был племянником выдающегося театрального актёра Тайрона Пауэра-старшего и двоюродным братом кинозвезды Тайрона Пауэра.
Начиная с подросткового возраста, Уилбур играл в репертуарном театре и в антрепризах. В 1903 году он дебютировал в театре Carnegie Lyceum на Бродвее в трилогии пьес Уильяма Батлера Йейтса («Кастрюля с бульоном»/«Кэтлин, дочь Холиэна»/«Страна, желанная сердцу»), которую поставило Ирландское литературное общество.

## Кинокарьера в 1910-е годы
С 1910 года Уилбур начал сниматься в кино. Он сделал себе имя как киноактёр, сыграв главную мужскую роль в фильме «Опасные похождения Полины» (1914), чрезвычайно популярном киносериале с Перл Уайт в главной роли. На протяжении 1910-х годов Уилбур был кинозвездой, сыграв за десятилетие в 80 картинах, однако к началу 1920- годов после того, как он сыграл заглавного героя в фильме «Весёлый Джим» (1919), его актёрская карьера пошла на спад.
Как отмечает Эдер, "несмотря на то, что Уилбур был одним из самых красивых актёров своего времени, он выбрал для себя стезю сценариста, позднее делил свою карьеру автора между сценой и кинематографом, и в конце концов стал кинорежиссёром.

## Театральная карьера 1920—1930-е годы
В 1920-е годы Уилбур вернулся в театр, на этот раз в качестве драматурга. В промежутке между 1920 и 1934 годами только на бродвейской сцене были поставлены семь его пьес — «Уиджа» (1920), «Монстр» (1922; вновь поставлен в 1933), «Простые условия» (1925), «Автор песен» (1928), «Приграничная земля» (1932), «На полпути в ад» (1933) и «Ты порядочный» (1934). В период 1927—1932 годов Уилбур также играл в спектакле «Простые условия» и ещё в девяти бродвейских постановках, включая «Прощай, оружие» (1930) и «Траур к лицу Электре» (1932). Он также выступил постановщиком пьес «Женщина возразила» (1926—1927), «На полпути в ад» (1934), а ещё десятилетие спустя поставил на Бродвее пьесу «Жили долго и счастливо» (1945).

## Кинокарьера в 1930-е годы
Уилбур вернулся в кинематограф опытным автором, начав работать на студии Metro-Goldwyn-Mayer как сценарист музыкальных комедий «Дети наслаждения» (1930) и «Бродвейский лорд Байрон» (1930) в постановке режиссёра Гарри Бьюмонта. В 1932 году на студии Fox Уилбур принял участие в работе над сценарием криминальной мелодрамы «Суд над Вивьен Уэйр» (1932). А два года спустя Уилбур уже поставил для продюсера Брайана Фоя две свои первые картины как режиссёр, это были актуальные социальные мелодрамы «Дети завтрашнего дня» (1934) и «Старшеклассница» (1934). По словам Хопвуда, «Дети завтрашнего дня» подавалась как «самая смелая, сенсационная драма, когда-либо снятая на плёнку!». Фильм, рассказывавший о попытке принудительной стерилизации женатой пары Бюро благосостояния, разоблачал «лженауку» евгенику, а также власти, которые поддерживали её методы. В картине, в частности, говорилось, что многих людей стерилизовали помимо их желания и даже без обращения к надлежащей правовой процедуре. Фильм был запрещён в штате Нью-Йорк на том основании, что он «аморален», что он «ведёт к разрушению нравственности» и что он подстрекает к преступлению. Запрет был оспорен, однако апелляционный суд поддержал запрет, посчитав, что фильм распространяет информацию о контроле над рождаемостью, что в то время было незаконно. После этого конфликта как пишет Хопвуд, «у Уилбура была долгая и плодотворная карьера, особенно в жанре детективных триллеров, как в качестве режиссёра, так и сценариста».
В общей сложности в 1930-е годы Уилбур написал и поставил 32 фильма, в том числе как сценарист — 25 картин и как режиссёр 11 картин (иногда он выступал в двух качествах). Среди его наиболее заметных сценарных работ — приключенческая военная драма «К Западу от Шанхая» (1937) с Борисом Карлоффом и комедия «Танцуй, Чарли, танцуй» (1937). Затем последовали сценарии на тюремную тему, которая станет фирменной для Уилбура — «Школа преступности» (1938) с Хамфри Богартом, криминальная комедия «Адская кухня» (1938), криминальные мелодрамы «За стеной» (1938) и «Остров Блэквелла» (1940) с Джоном Гарфилдом. Среди режиссёрских работ 1930-х годов наиболее удачной у Уилбура была криминальная комедия «Пациент в палате 18» (1938) с участием Патрика Ноулса и Энн Шеридан.

## Кинокарьера в 1940-е годы
В первой половине 1940-х годов Крейн написал для студии Twentieth Century Fox сценарии двух криминальных мелодрам — «Ночь приключений» (1944) и биографической «Роджер Туи, гангстер» (1944) с Престоном Фостером и Виктором Маклагленом. По информации Американского института киноискусства, фильм о Туи «сегодня оценивается как весьма хороший», однако «в своё время его прокат был фактически сорван из-за требований цензоров Офиса Хейса удалить значительный объём материала из картинны, а также судебными разбирательством между гангстером и студией, в результате которого в 1949 году студию обязали выплатить Туи 15 тысяч долларов по его иску о клевете».
В 1947—1950 годах Уилбур написал девять сценариев и поставил четыре фильма, Помимо сценариев таких признанных фильмов нуар, как «Он бродил по ночам» (1948), который поставили Альфред Веркер и Энтони Манн, а также «Удивительный мистер Икс» (1948), который поставил Бернард Ворхаус, Уилбур выступил сценаристом и режиссёром трёх весьма приличных тюремных мелодрам — «Кэньон-Сити» (1948), «История Молли Х» (1949) и «За стеной» (1950).
Произведённый на студии Брайана Фоя, фильм «Кэньон-Сити» (1948) рассказывает реальную историю побега двенадцати заключённых из тюрьмы в Кэньон-Сити. В предваряющих фильм титрах говорится: «Это подлинная история тюремного побега и ужаса, который за этим последовал. События, отображённые в фильме, являются реальными событиями, которые произошли в тюрьме штата Колорадо в Кэньон-Сити в ночь 30 декабря 1947 года. Заключённые, которых вы увидите, являются настоящими заключёнными. Рой Бест, который играет начальника тюрьмы, действительно является начальником этой тюрьмы. Подробности побега изображены в точности так, как они происходили на самом деле, и снимались они в точности в тех же местах, где и происходили». После премьеры фильма Босли Краузер в «Нью-Йорк Таймс» назвал его «жёстким полудокументальным фильмом о тюремном побеге», который служит «ещё одной убедительной демонстрацией того, что преступление, хотя оно возможно себя и не окупает», однако стало «прибыльным делом для производителей боевиков». Кроме того, фильм является «очередным подтверждением того, что персонаж так называемого криминального типа по-прежнему вызывает в Голливуде сострадание». Что касается композиции картины, то она начинается «в манере настоящего документального фильма, где закадровый рассказчик в буквальном смысле проводит экскурсию внутри тюрьмы». Затем наступает драма «заключённых, которые готовят побег, и эта драма показывается в том же документальном стиле вплоть до самого финала». Критик отмечает «быстрое и динамичное развитие событий, что вполне естественно для такого рода дел», однако в целом, по его мнению, получается «типичная тюремная мелодрама в героическом стиле, с претензией на документальность». Современный кинокритик Боб Порфирио отметил, что «этот тюремный полудокументальный фильм снимался на натуре и даже открывается интервью с начальником тюрьмы и некоторыми реальными заключёнными». По мнению критика, этот фильм близок аналогичным нуарам того времени, таким как «Агенты казначейства» (1947) и «Он бродил по ночам» (1948) Энтони Манна, где также «использовались полудокументальный подход, зычное закадровое повествование Рида Хэдли и операторская работа Джона Олтона», Вместе с тем, Порфирио отмечает, что Уилбуру как режиссёру не удаётся придать своему фильму ту «нуаровую атмосферу», которая была присуща упомянутым выше картинам Энтони Манна . По мнению Шварца, эту «невыдающуюся (к тому же, устарелую) реальную историю тюремного побега спасает лишь хорошая подача материала». Киновед полагает, что «эта небольшая работа немного напоминает фильм нуар, главным образом, благодаря одному из центральных персонажей картины, который не является закоренелым преступником, однако попадает в беду как в тюрьме, так и за её стенами из-за того, что заводит дружбу не с теми людьми».
Вышедший год спустя на студии Universal Pictures фильм нуар «История Молли Х» (1949) был сделан в ином ключе. Он рассказывает историю Молли, вдовы убитого гангстера (Джун Хэвок), которая берёт на себя руководство бандой, задаваясь целью отомстить за убийство мужа. После неудачного ограбления она оказывается в тюрьме, куда вскоре садится и подружка убитого Молли гангстера (Дороти Харт), которая намерена отомстить за его смерть. Однако образцовая тюрьма меняет взгляды Молли на жизнь, и она выходит на свободу изменившимся человеком. Как заключил после выхода картины кинообозреватель «Нью-Йорк Таймс» Босли Краузер, «в фильме мало содержания и мало что возбуждает». По мнению критика, «в фильме значительно больше эмоций, чем убедительности. Мисс Хэвок, может быть, и выглядит очень мило, но ей определённо не удаётся подавить зрителя ощущением своей холодной непокорности, даже когда она произносит некоторые совсем не дамские фразы». Что же касается остальных женщин-заключённых, то они выглядят «не более злыми и антиобщественными, чем молодые леди в старших классах школы в каком-нибудь Коннектикуте». Что касается актёров-мужчин, то они «ничем не отличаются от бандитов в любом из других фильмов категории В». Современный киновед Майкл Кини назвал картину «низкобюджетным нуаром категории В, который является приятным сюрпризом благодаря умному сценарию, который даже решается говорить о темах сексуального надругательства над детьми как о причине антисоциального поведения преступника». Кини отмечает также «живой обмен репликами, хорошую актёрскую игру, потрясающий неожиданный финал и увлекательные сцены экшна (особенно, поражает реалистично поставленная драка между Хэвок и Харт, которую они проводят как пара профессиональных средневесов), от чего этот увлекательный и незабываемый нуар только выигрывает».

## Кинокарьера в 1950—1962 годы
Фильм нуар «За стеной» (1950), также поставленный на студии Universal, рассказывает о бывшем заключённом Ларри Нельсоне (Ричард Бейсхарт), который освобождён условно-досрочно после того, как провёл в тюрьме почти половину своего 30-летнего срока. Не желая более иметь проблемы с законом, Ларри устраивается на работу ассистентом лаборатории в загородном санатории, где влюбляется в привлекательную медсестру Шарлотту (Мэрилин Максвелл). Вскоре в стенах санатория Ларри сталкивается с бандитами, с которыми в итоге вступает в прямое противостояние. Однако с помощью милой и доброй медсестры Энн (Дороти Харт) Ларри справляется с преступниками и помогает вернуть похищенные деньги. Кинообозреватель «Нью-Йорк таймс» Босли Краузер оценил картину довольно сдержанно. Он, в частности, написал: «Хотя вначале нам сообщают, что эта криминальная мелодрама — одна из самых странных из когда-либо рассказанных историй, мы полагаем маловероятным, что широкая аудитория будет того же мнения. На самом деле обычный зритель, вероятно, посчитает её совершенно банальной — это не более чем история бывшего заключённого, который пытается стать на путь исправления, но попадает в беду с преступниками, когда пытается заработать денег для алчной дамочки. И вытекающая отсюда дилемма не очень уж и редкая». Что же касается «повествовательного построения и актёрской игры», то, по мнению Краузера, они тоже «не того уровня, чтобы можно было оценивать их как редкие или выдающиеся. Вся композиция выполнена строго по правилам простого рассказа об удручающих злоключениях человека в его отношениях с обществом, женщинами и бандитами». Современный киновед Хэл Эриксон полагает, что «хотя фильм и недорогой в производстве, он очень выигрывает от тщательно подобранного, мощного состава актёров второго плана». Майкл Кини также придерживается мнения, что «крепкий актёрский состав помогает этой обыденной истории о помилованном бывшем заключённом и его борьбе за то, чтобы остаться чистым».
В первой половине 1950-х годов Уилбур написал и поставил свой очередной тюремный нуар «За стенами тюрьмы Фолсом» (1955), а также написал сценарии таких памятных картин, как шпионский фильм «Я был коммунистом для ФБР» (1951), религиозный фильм «Чудо богоматери в Фатиме» (1952) и вестерн «Лев и лошадь» (1952). Он также написал сценарии популярных фильмов ужасов «Дом восковых фигур» (1953) с Винсентом Прайсом и «Безумный фокусник» (1954), а также фильмов нуар «Волна преступности» (1954) со Стерлингом Хейденом, «История в Феникс-Сити» (1955) и «Женская тюрьма» (1955).
Оценивая картину «За стенами тюрьмы Фолсом» (1951) рецензент «Нью-Йорк таймс» отметил, что студия Warner Brothers, «эти заядлые пенологи, снова „в тюрьме“, и это старое место по-прежнему столь же мрачное». На этот раз студия исследует одну из калифорнийских тюрем под названием Фолсом. По словам рецензента, «продюсер фильма Брайан Фой направляет свои камеры в тёмные и мрачные тюремные блоки, башни, дворы и каменоломни исправительного учреждения, создавая картину ещё одной тюрьмы, не отличимую от тех невдохновенных мелодрам, которые делает Голливуд». По сюжету фильма умный молодой человек Марк Бенсон (Дэвид Брайан), имеющий опыт работы психологом, прибывает в тюрьму, чтобы возглавить тюремную охрану. Обоснованно недовольных заключенных сразу же стали кормить приличной едой и предоставлять им отдых, однако эта перемена была недолгой, потому что, начальник тюрьмы (Тед Де Корсия), не одобрявший такого мягкотелого поведения, продемонстрировал свою волю. Естественно, после этого несколько заключённых предприняли попытку побега из тюрьмы, которая удалась в том плане, что начальник тюрьмы был убит, и это дало Бенсону шанс подавить бунт и начать реформы. «Хотя несколько сцен — например, казнь при попытке к бегству — придают процессу некоторое волнение, большая часть отснятого материала является стандартной и лишенной воображения. Актёрская игра также не выше стандартной». Субтитры сообщают, что в этой картине показали тюрьму Фолсом на экране впервые за её столетнюю историю. Однако выглядит она, по словам критика, «как любая другая старая тюрьма на голливудской съёмочной площадке». Кинокритик Брюс Эдер отметил, что этот фильм вдохновил начинающего певца и композитора Джонни Кэша написать свою знаменитую песню Folsom Prison Blues.
Все прочие фильмы этого периода, поставленные по сценариях Уилбура, имели успех и у критиков, и у публики, среди них «Дом восковых фигур» (1953), который поставил Андре Де Тот. По словам кинокритика Хэла Эриксона, этот «упрощённый (но богато сделанный) ремейк» мелодрамы «Тайна музея восковых фигур» (1933) стал самым финансово успешным фильмом в формате 3D в 1950-е годы. По сюжету картины профессор Генри Джарэд (которого сыграл в своей первой полностью «хорроровой» роли Винсент Прайс) владеет галереей восковых фигур, которую его партнёр намеревается сжечь ради получения страховки. Когда Джэрэд пытается предотвратить поджог музея, он сам оказывается в огненной ловушке. Много лет спустя, прикованный к инвалидному креслу Джарэд открывает новый музей в Нью-Йорке, выставляя там статуи, невероятно похожие на живых людей. Тем временем в городе орудует грабитель в маске, который убивает людей и затем похищает их тела из морга. Одной из жертв становится бывший партнёр и враг Джарэда. Одна из посетительниц музея Сью Аллен (Филлис Кирк) замечает поразительное внешнее сходство между статуей Жанны д’Арк и своей недавно умершей молодой соседкой по комнате. Когда Джарэд уговаривает девушку позировать ей, она догадывается, что внутри скульптуры находится залитое воском тело её подруги. Выясняется, что Джаред после пожара сошёл с ума, сделал себе новое восковое лицо и, чтобы избежать подозрений в убийствах, стал делать вид, что не может самостоятельно ходить. В этот момент появляется полиция, в ходе борьбы с которой Джарэд падает в чан кипящим воском и погибает. Как написал о фильме современный критик Фред Белдин, «даже без своего легендарного трёхмерного формата и шумного проката в кинотеатрах, эта классика хоррора по-прежнему вызывает озноб десятилетия после своего первого выхода в прокат». Фильм достигает успеха благодаря своим жутким декорациям, мрачному юмору и великолепному актёрскому составу. В этой картине «Прайс сыграл роль, которая обеспечила ему судьбу иконы хоррора».
Фильм нуар «Волна преступности» (1954) Говард Томпсон в «Нью-Йорк таймс» назвал «обстоятельной и закономерной историей превращения бывшего заключённого в жертву, которая рассказана, к счастью, с визуальной выразительностью и вкусом, показывая криминальный Лос-Анджелес с высоты птичьего полёта».
Разоблачительный нуар «История в Феникс-сити» (1955), по словам обозревателя «Нью-Йорк таймс» Босли Краузера, является «необычайно хорошим небольшим фильмом», события в котором «показаны красноречиво и ужасающе». Краузер пишет, что «на основе газетных материалов о тех постыдных событиях, которые произошли в этом презренном маленьком городке в Алабаме в 1954 году до (и после) убийства Паттерсона, можно было бы ожидать, что это будет стандартный рассказ о пороке и убийстве в стиле шаблонного криминального фильма». Как отмечает Краузер, «в этом поразительно реалистичном фильме» действительно представлено множество «свидетельств порока, а демонстрация насилия и убийств столь сильная и ужасающая, насколько это только можно показать на экране». Однако главное достижение фильма заключается не в «подробном показе преступлений, а в способности донести ощущение реальной коррупции, гражданского и общественного паралича, а также показать готовность людей пойти на жертвы и те усилия, которые они должны приложить, чтобы осуществить очистительную кампанию против преступности». Обозреватель пишет: «В стиле острой и твёрдой драматизированной документалистики, подобно картине „В порту“ (1954) или „Вся королевская рать“ (1949) сценаристы и режиссёр разоблачают разнузданную сеть коррупции и страха в американском городе, который погряз в грехе. В беспощадном, ищущем мелькании событий они видят и хитроумные увёртки злодеев, и бесчувствие и подлость их марионеток, и ужас и безмолвие местных жителей». Свою рецензию Краузер резюмирует словами, что «некоторым эта яркая глава недавней хроники американской коррупции и преступности может показаться слишком уродливой, чтобы её признать. В сентиментальном плане, может быть, так и есть. Но это отличное произведение журналистского кино — и, кроме того, прекрасно сделанный фильм». Журнал Variety написал, что «порок в южном стиле получает разоблачительную трактовку в этом фильме», также указав на то, что «фильм главным образом придерживается доказуемых событий с некоторыми приукрашиваниями и переделками ради драматических целей».
Драма «Женская тюрьма» (1955) рассказывала о психически неуравновешенной Хелен Дженсен (Филлис Такстер), которая после ДПТ со смертельным исходом оказывается в суровых условиях одиночного заключения в женской тюрьме. Лишь вмешательство доброго доктора (Говард Дафф) спасает Хелен от истязаний со стороны садистски настроенной начальницы тюрьмы (Айда Лупино). Более опытные заключённые (их роли исполняют такие известные актрисы, как Джен Стерлинг, Клео Мур и Одри Тоттер) обеспечивают Хелен помощь и защиту. Начальница тюрьмы продолжает издевательства над заключёнными, что в конце концов приводит к бунту, когда она приказывает жестоко избить беременную женщину. По словам критика Гленна Эриксона, этот фильм мог бы послужить шаблоном для десятков последующих фильмов на тему «девочки за решёткой», хотя в момент выхода на экраны вызывал ассоциации, прежде всего, с классической тюремной драмой «В клетке». В «антисептическом» стиле 1950-х годов картина показывает ярко освещённую и чистую тюрьму, в которой работают преимущественно симпатичные тюремщицы. В тюрьме царит полный порядок, и всё зло исходит от двух тюремных начальниц.
Во второй половине 1950-х годов Уилбур написал сценарии таких фильмов, как биографическая драма «Обезьяна на моей спине» (1957) об усилиях известного боксёра преодолеть свою наркотическую зависимость, библейская драма режиссёра Кинга Видора «Соломон и царица Савская» (1959) и фильм ужасов «Летучая мышь» (1959), которую поставил сам. Как пишет кинокритик Говард Томпсон из «Нью-Йорк таймс» этот фильм является ремейком знаменитой пьесы о старом страшном доме, и зрители наверняка заметят три вещи. Во-первых, бросается в глаза «старомодная уютность истории, что стало довольно приятным отличием от некоторых сегодняшних таинственных блужданий по фрейдистским коридорам. Во-вторых, автор сценария и режиссёр Уилбур обеспечивает живость происходящих событий, сопровождая это некоторыми забавными моментами и сценами. Наконец, и прежде всего, там есть хорошая, остроумная и живая игра Агнес Мурхед, которая доминирует среди небольшого актёрского состава, включающего, в частности, Винсента Прайса». По мнению Эдера, картина Уилбура «была лучшей из многочисленных версий этой истории».
В 1957—1961 годах Уилбур написал сценарии эпизодов нескольких телесериалов, среди них «Шугарфут» (1957), «Кейси Джонс» (1958) и «Техасец» (1960). Среди последних работ Уилбура для кино — сценарии семейной приключенческой ленты «Остров приключений» (1961) и биографического фильма «История Джорджа Рафта» (1961) об известном голливудском актёре, который был тесно связан с мафией. Уилбург также написал и поставил свой очередной тюремный фильм «Дом женщин» (1962), который стал последним в его карьере.

## Личная жизнь
Крейн Уилбур был женат пять раз. Его первой женой была Эдна Херманс, с которой он развёлся в 1914 году. С 1917 и до развода в 1921 году он был женат на Флоренс Данбар Уильямс, с 1922 года и до развода в 1928 году — на Сюзэнн Колбер, с 1928 года до развода в 1933 году — на актрисе Беатрис Блинн. В 1936 году Уилбур женился на актрисе Лените Лейн, с которой прожил вплоть до своей смерти в 1973 году.

## Смерть
Уилбур умер 18 октября 1973 года в своём доме в Толука-Лейк, Лос-Анджелес, Калифорния, после осложнений после инсульта.

## Фильмография
| Год    | Название                         | Оригинальное название             | Фильм / телесериал              | В каком качестве участвовал                                          |
| ------ | -------------------------------- | --------------------------------- | ------------------------------- | -------------------------------------------------------------------- |
| 1910   | Девушка из Аризоны               | The Girl from Arizona             | короткометражка                 | актёр                                                                |
| 1911   | Сила любви                       | The Power of Love                 | короткометражка                 | актёр                                                                |
| 1911   | Ради Мэссы                       | For Massa’s Sake                  | короткометражка                 | актёр                                                                |
| 1911   | Кукла                            | The Doll                          | короткометражка                 | актёр                                                                |
| 1911   | Западная память                  | A Western Memory                  | короткометражка                 | актёр                                                                |
| 1911   | Революция в клубе холостяков     | Revolution in a Bachelors' Club   | короткометражка                 | актёр                                                                |
| 1911   | Роковой портрет                  | The Fatal Portrait                | короткометражка                 | актёр                                                                |
| 1912   | Приятели                         | Pals                              | короткометражка                 | актёр                                                                |
| 1912   | Компакт                          | The Compact                       | короткометражка                 | актёр                                                                |
| 1912   | Опасность нации                  | A Nation’s Peril                  | короткометражка                 | актёр                                                                |
| 1912   | Получающий кассир                | The Receiving Teller              | короткометражка                 | актёр                                                                |
| 1912   | Куда заводит ревность            | Where Jealousy Leads              | короткометражка                 | актёр                                                                |
| 1912   | Баптизм Аноны                    | Anona’s Baptism                   | короткометражка                 | актёр                                                                |
| 1912   | О! Мои штаны!                    | Gee! My Pants!                    | короткометражка                 | актёр                                                                |
| 1912   | Невезение Джимми                 | Jimmy’s Misfortune                | короткометражка                 | актёр                                                                |
| 1912   | На краю пропасти                 | On the Brink of the Chasm         | короткометражка                 | актёр                                                                |
| 1912   | Спасатель                        | The Salvationist                  | короткометражка                 | актёр                                                                |
| 1912   | Техасские близнецы               | Texan Twins                       | короткометражка                 | актёр                                                                |
| 1912   | Динамичная любовь                | Dynamited Love                    | короткометражка                 | актёр                                                                |
| 1912   | Его вторая любовь                | His Second Love                   | короткометражка                 | актёр                                                                |
| 1912   | Простая служанка                 | A Simple Maid                     | короткометражка                 | актёр                                                                |
| 1912   | Индейка для трёх холостяков      | The Three Bachelors' Turkey       | короткометражка                 | актёр                                                                |
| 1912   | Призрачные влюблённые            | Phantom Lovers                    | короткометражка                 | актёр                                                                |
| 1913   | Сквозь огонь и воздух            | Through Fire and Air              | актёр                           |                                                                      |
| 1913   | Кульминация                      | The Climax                        | короткометражка                 | актёр                                                                |
| 1913   | Воля графа                       | The Count’s Will                  | короткометражка                 | актёр                                                                |
| 1913   | Инфернальная свинья              | The Infernal Pig                  | короткометражка                 | актёр                                                                |
| 1913   | Безумный скульптор               | The Mad Sculptor                  | короткометражка                 | актёр                                                                |
| 1913   | Последний бой самогонщика        | The Moonshiner’s Last Stand       | короткометражка                 | актёр                                                                |
| 1913   | Секретная формула                | The Secret Formula                | короткометражка                 | актёр                                                                |
| 1913   | Презираемая женщина              | A Woman Scorned                   | короткометражка                 | актёр                                                                |
| 1913   | Вознаграждение в 1000 долларов   | $1,000 Reward                     | короткометражка                 | актёр                                                                |
| 1913   | Трюк художника                   | The Artist’s Trick                | короткометражка                 | актёр                                                                |
| 1913   | В дни войны                      | In the Days of War                | короткометражка                 | актёр                                                                |
| 1913   | Пара по соседству                | The Couple Next Door              | короткометражка                 | актёр                                                                |
| 1913   | Дядя Джон спасает                | Uncle John to the Rescue          | короткометражка                 | актёр                                                                |
| 1913   | Тень стыда                       | The Shadow of Shame               | короткометражка                 | актёр                                                                |
| 1913   | Через пропасть                   | Across the Chasm                  | короткометражка                 | актёр                                                                |
| 1913   | Дело об убийстве Меррилла        | The Merrill Murder Mystery        | короткометражка                 | актёр                                                                |
| 1913   | Дом с привидениями               | The Haunted House                 | короткометражка                 | актёр                                                                |
| 1913   | Судьба шахтёра                   | The Miner’s Destiny               | короткометражка                 | актёр                                                                |
| 1913   | Второй выстрел                   | The Second Shot                   | короткометражка                 | актёр                                                                |
| 1913   | Бог — это любовь                 | God Is Love                       | короткометражка                 | актёр                                                                |
| 1913   | Контрабандист                    | The Smuggler                      | короткометражка                 | актёр                                                                |
| 1913   | Цыганская любовь                 | Gypsy Love                        | короткометражка                 | актёр                                                                |
| 1913   | Помилование Президента           | The President’s Pardon            | короткометражка                 | актёр                                                                |
| 1913   | Без маски                        | Unmasked                          | короткометражка                 | актёр                                                                |
| 1914   | Корсар                           | The Corsair                       | короткометражка                 | актёр                                                                |
| 1914   | Опасные похождения Полины        | The Perils of Pauline             | киносериал                      | актёр                                                                |
| 1914   | Все любят превосходить           | All Love Excelling                | короткометражка                 | актёр                                                                |
| 1914   | Призрак                          | The Ghost                         | короткометражка                 | актёр                                                                |
| 1915   | Дорога раздора                   | The Road o' Strife                | фильм                           | актёр                                                                |
| 1915   | Кровь наших братьев              | The Blood of Our Brothers         | короткометражка                 | актёр, автор истории                                                 |
| 1915   | Зов материнства                  | The Call of Motherhood            | короткометражка                 | актёр                                                                |
| 1915   | Может ли человек сделать больше? | Could a Man Do More?              | короткометражка                 | актёр, автор истории                                                 |
| 1915   | Тайна Картера Брина              | The Mystery of Carter Breene      | короткометражка                 | актёр, автор истории                                                 |
| 1915   | Зеркало                          | The Mirror                        | короткометражка                 | актёр                                                                |
| 1915   | Нет другого пути                 | No Other Way                      | короткометражка                 | актёр                                                                |
| 1915   | Протест                          | The Protest                       | короткометражка                 | актёр                                                                |
| 1915   | Полли                            | Polly of the Pots and Pans        | короткометражка                 | актёр                                                                |
| 1916   | Месть за мной                    | Vengeance Is Mine!                | фильм                           | актёр, сценарист                                                     |
| 1916   | Совесть Джона Дэвида             | The Conscience of John David      | фильм                           | актёр, сценарист, режиссёр                                           |
| 1916   | Потерянные годы                  | The Wasted Years                  | фильм                           | актёр                                                                |
| 1916   | Закон на самого себя             | A Law Unto Himself                | фильм                           | актёр                                                                |
| 1916   | Игра дурака                      | The Fool’s Game                   | короткометражка                 | актёр, сценарист                                                     |
| 1916   | Ради её доброго имени            | For Her Good Name                 | короткометражка                 | актёр, сценарист                                                     |
| 1916   | Преследующая симфония            | The Haunting Symphony             | короткометражка                 | актёр                                                                |
| 1916   | Король убеждений                 | A King o' Make-Believe            | короткометражка                 | актёр, сценарист                                                     |
| 1916   | Злобный муж                      | The Spite Husband                 | короткометражка                 | актёр                                                                |
| 1917   | Приукрашенная ложь               | The Painted Lie                   | фильм                           | актёр, сценарист, режиссёр                                           |
| 1917   | К концу                          | Unto the End                      | фильм                           | актёр                                                                |
| 1917   | Кровь его отцов                  | The Blood of His Fathers          | фильм                           | актёр, сценарист, режиссёр                                           |
| 1917   | Единый код                       | The Single Code                   | фильм                           | актёр, сценарист                                                     |
| 1917   | Глаз зависти                     | The Eye of Envy                   | фильм                           | актёр, сценарист                                                     |
| 1918   | Перст правосудия                 | The Finger of Justice             | фильм                           | актёр                                                                |
| 1919   | Весёлый Джим                     | Breezy Jim                        | фильм                           | актёр                                                                |
| 1919   | Дьявол Маккейр                   | Devil McCare                      | фильм                           | актёр                                                                |
| 1919   | Раздетый ради миллиона           | Stripped for a Million            | фильм                           | актёр                                                                |
| 1921   | Сердце Мериленда                 | The Heart of Maryland             | фильм                           | актёр                                                                |
| 1925   | Монстр                           | The Monster                       | фильм                           | сценарист                                                            |
| 1929   | Это великолепная жизнь           | It’s a Great Life                 | фильм                           | актёр (в титрах не указан)                                           |
| 1930   | Дети наслаждения                 | Children of Pleasure              | фильм                           | автор пьесы                                                          |
| 1932   | Процесс над Вивьен Уэйр          | The Trial of Vivienne Ware        | фильм                           | сценарист (в титрах не указан)                                       |
| 1934   | Имя женщины                      | Name the Woman                    | фильм                           | актёр                                                                |
| 1934   | Дети завтрашнего дня             | Tomorrow’s Children               | фильм                           | актёр (в титрах не указан), сценарист (в титрах не указан), режиссёр |
| 1935   | На испытательном сроке           | On Probation                      | фильм                           | автор рассказа                                                       |
| 1935   | Нежеланный незнакомец            | Unwelcome Stranger                | фильм                           | сценарист                                                            |
| 1935   | Враг народа                      | The People’s Enemy                | фильм                           | режиссёр                                                             |
| 1935   | Общественное мнение              | Public Opinion                    | фильм                           | актёр                                                                |
| 1936   | Дьявол в седле                   | The Devil on Horseback            | фильм                           | сценарист, автор пьесы, режиссёр                                     |
| 1936   | Теперь мы в Легионе              | We’re in the Legion Now           | фильм                           | сценарист, режиссёр                                                  |
| 1936   | Капитан Шторм                    | El capitan Tormenta               | фильм                           | сценарист                                                            |
| 1936   | Карнавал Дьявола                 | El carnaval del diablo            | фильм                           | автор рассказа, режиссёр                                             |
| 1936   | Капитан Ураган                   | Captain Calamity                  | фильм                           | актёр, сценарист                                                     |
| 1936   | Жёлтый груз                      | Yellow Cargo                      | фильм                           | актёр, сценарист, режиссёр                                           |
| 1937   | Старшеклассница                  | High School Girl                  | фильм                           | актёр, режиссёр                                                      |
| 1937   | Остров Алькатрас                 | Alcatraz Island                   | фильм                           | сценарист                                                            |
| 1937   | Танцуй, Чарли, танцуй            | Dance Charlie Dance               | фильм                           | сценарист                                                            |
| 1937   | Секретарша её мужа               | Her Husband’s Secretary           | фильм                           | автор истории                                                        |
| 1937   | Запад Шанхая                     | West of Shanghai                  | фильм                           | сценарист                                                            |
| 1937   | Военно-морской шпион             | Navy Spy                          | фильм                           | сценарист, режиссёр                                                  |
| 1937   | День в Санта Анита               | A Day at Santa Anita              | фильм                           | сценарист                                                            |
| 1937   | Роман Луизианы                   | Romance of Louisiana              | короткометражка                 | сценарист, режиссёр                                                  |
| 1937   | Человек без страны               | The Man Without a Country         | короткометражка                 | режиссёр                                                             |
| 1937   | Роман Роберта Бёрнса             | The Romance of Robert Burns       | короткометражка                 | режиссёр                                                             |
| 1938   | Декларация независимости         | The Declaration of Independence   | короткометражка                 | режиссёр                                                             |
| 1938   | Пациент из 18-й палаты           | The Patient in Room 18            | фильм                           | режиссёр                                                             |
| 1938   | Криминальная школа               | Crime School                      | фильм                           | сценарист, автор истории                                             |
| 1938   | Девушки на испытательном сроке   | Girls on Probation                | фильм                           | сценарист                                                            |
| 1938   | Невидимая угроза                 | The Invisible Menace              | фильм                           | сценарист                                                            |
| 1938   | За стеной                        | Over the Wall                     | фильм                           | сценарист                                                            |
| 1938   | Двойные неприятности Пенрода     | Penrod’s Double Trouble           | фильм                           | сценарист                                                            |
| 1938   | Время свинга в кино              | Swingtime in the Movies           | короткометражка                 | сценарист, режиссёр                                                  |
| 1938   | Туда, где возникают звёзды       | Out Where the Stars Begin         | фильм                           | сценарист                                                            |
| 1938   | Сыновья равнин                   | Sons of the Plains                | короткометражка                 | режиссёр                                                             |
| 1939   | Остров Блэквелла                 | Blackwell’s Island                | фильм                           | сценарист                                                            |
| 1939   | Адская кухня                     | Hell’s Kitchen                    | фильм                           | сценарист                                                            |
| 1939   | Скачи, ковбой, скачи             | Ride, Cowboy, Ride                | фильм                           | сценарист                                                            |
| 1939   | Сыновья свободы                  | Sons of Liberty                   | фильм                           | сценарист                                                            |
| 1939   | Старый Хикори                    | Old Hickory                       | фильм                           | сценарист (в титрах не указан)                                       |
| 1939   | Пожалуйста, тихо                 | Quiet, Please                     | короткометражка                 | сценарист, режиссёр                                                  |
| 1939   | Билль о правах                   | The Bill of Rights                | короткометражка                 | режиссёр                                                             |
| 1939   | Человек, который отважился       | The Man Who Dared                 | фильм                           | режиссёр                                                             |
| 1939   | Доктрина Монро                   | The Monroe Doctrine               | короткометражка                 | режиссёр                                                             |
| 1939   | Правильный путь                  | The Right Way                     | короткометражка                 | режиссёр                                                             |
| 1940   | Король лесорубов                 | King of the Lumberjacks           | фильм                           | сценарист                                                            |
| 1944   | Роджер Туи, гангстер             | Roger Touhy, Gangster             | фильм                           | сценарист                                                            |
| 1944   | Ночное приключение               | A Night of Adventure              | фильм                           | сценарист                                                            |
| 1944   | Мы гордимся службой              | Proudly We Serve                  | короткометражка                 | сценарист, режиссёр                                                  |
| 1944   | Я американец                     | I Am an American                  | короткометражка                 | сценарист, режиссёр                                                  |
| 1944   | Я не буду играть                 | I Won’t Play                      | короткометражка                 | режиссёр                                                             |
| 1945   | Это случилось в Спрингфилде      | It Happened in Springfield        | короткометражка                 | сценарист, режиссёр                                                  |
| 1947   | Рождённый для скорости           | Born to Speed                     | фильм                           | сценарист                                                            |
| 1947   | Дьявол на колёсах                | The Devil on Wheels               | фильм                           | сценарист, режиссёр                                                  |
| 1947   | Мощь за нацией                   | Power Behind the Nation           | документальный, короткометражка | режиссёр                                                             |
| 1947   | Рыжий жеребец                    | The Red Stallion                  | фильм                           | сценарист                                                            |
| 1948   | Приключения Казановы             | Adventures of Casanova            | фильм                           | сценарист                                                            |
| 1948   | Кэньон-Сити                      | Canon City                        | фильм                           | сценарист, режиссёр                                                  |
| 1948   | Он бродил по ночам               | He Walked by Night                | фильм                           | сценарист                                                            |
| 1948   | Удивительный мистер Икс          | The Amazing Mr. X                 | фильм                           | автор истории                                                        |
| 1949   | История Молли Х                  | The Story of Molly X              | фильм                           | сценарист, режиссёр                                                  |
| 1950   | За стеной                        | Outside the Wall                  | фильм                           | сценарист, режиссёр                                                  |
| 1951   | Я был коммунистом для ФБР        | I Was a Communist for the FBI     | фильм                           | сценарист                                                            |
| 1951   | За стенами тюрьмы Фолсом         | Inside the Walls of Folsom Prison | фильм                           | сценарист, режиссёр                                                  |
| 1952   | Лев и конь                       | The Lion and the Horse            | фильм                           | сценарист                                                            |
| 1952 - | Чудо Богоматери в Фатиме         | The Miracle of Our Lady of Fatima | фильм                           | сценарист                                                            |
| 1952   | Животные не допускаются          | No Pets Allowed                   | короткометражка                 | режиссёр                                                             |
| 1953   | Дом восковых фигур               | House of Wax                      | фильм                           | сценарист                                                            |
| 1954   | Волна преступности               | Crime Wave                        | фильм                           | сценарист                                                            |
| 1954   | Безумный фокусник                | The Mad Magician                  | фильм                           | сценарист                                                            |
| 1955   | История в Феникс-Сити            | The Phenix City Story             | фильм                           | сценарист                                                            |
| 1955   | Женская тюрьма                   | Women’s Prison                    | фильм                           | сценарист                                                            |
| 1956   | Боевые посты                     | Battle Stations                   | фильм                           | сценарист                                                            |
| 1957   | Обезьяна у меня на спине         | Monkey on My Back                 | фильм                           | сценарист                                                            |
| 1957   | Шугарфут                         | Sugarfoot                         | телесериал, 1 эпизод            | сценарист                                                            |
| 1958   | Кейси Джонс                      | Casey Jones                       | телесериал, 1 эпизод            | сценарист                                                            |
| 1959   | Летучая мышь                     | The Bat                           | фильм                           | сценарист, режиссёр                                                  |
| 1959   | Соломон и царица Савская         | Solomon and Sheba                 | фильм                           | автор истории                                                        |
| 1960   | Техасец                          | The Texan                         | телесериал, 1 эпизод)           | автор истории                                                        |
| 1961   | История Джорджа Рафта            | The George Raft Story             | фильм                           | сценарист                                                            |
| 1961   | Остров приключений               | Mysterious Island                 | фильм                           | сценарист                                                            |
| 1962   | Дом женщин                       | House of Women                    | фильм                           | сценарист, режиссёр (в титрах не указан)                             |